# Takashi Etō
Takashi Etō (jap. 衛藤昂 Etō Takashi; ur. 5 lutego 1991) – japoński lekkoatleta specjalizujący się w skoku wzwyż.
W 2011 był czwarty, a w 2013 siódmy na mistrzostwach Azji. W 2015 zdobył złoty medal czempionatu Azji w Wuhanie. Bez awansu do finału startował na mistrzostwach świata w Pekinie (2015) i na igrzyskach olimpijskich w Rio de Janeiro (2016).
Wielokrotny złoty medalista mistrzostw Japonii.
Rekordy życiowe: stadion – 2,30 (16 kwietnia 2017, Ise, 21 maja 2017, Kawasaki, 3 maja 2021, Fukuroi oraz 9 maja 2021, Tokio); hala – 2,23 (26 stycznia 2019, Hustopeče).

## Osiągnięcia
| Rok  | Impreza                     | Miejsce        | Lokata            | Wynik (m) |
| ---- | --------------------------- | -------------- | ----------------- | --------- |
| 2010 | Mistrzostwa świata juniorów | Moncton        | el. – 27. miejsce | 2,05      |
| 2011 | Mistrzostwa Azji            | Kobe           | 4. miejsce        | 2,24      |
| 2013 | Mistrzostwa Azji            | Pune           | 7. miejsce        | 2,18      |
| 2014 | Igrzyska azjatyckie         | Inczon         | 11. miejsce       | 2,15      |
| 2015 | Mistrzostwa Azji            | Wuhan          | 1. miejsce        | 2,24      |
| 2015 | Mistrzostwa świata          | Pekin          | el. – 28. miejsce | 2,22      |
| 2016 | Igrzyska olimpijskie        | Rio de Janeiro | el. – 35. miejsce | 2,17      |
| 2017 | Mistrzostwa świata          | Londyn         | el. – 22. miejsce | 2,22      |
| 2019 | Mistrzostwa świata          | Doha           | el. – 25. miejsce | 2,17      |